# Eriskay-Pony
Das Eriskay-Pony ist eine sehr seltene Ponyrasse von der zu den schottischen Hebriden gehörenden Insel Eriskay. Sie stammt von keltischen und nordischen Pferden ab und ihr Bestand ist stark gefährdet, aber leicht steigend. Vorrangig treten Schimmel auf, in seltenen Fällen sind auch Rappen und Braune anzutreffen.

Hintergrundinformationen zur Pferdebewertung und -zucht finden sich unter: Exterieur, Interieur und Pferdezucht.

## Exterieur

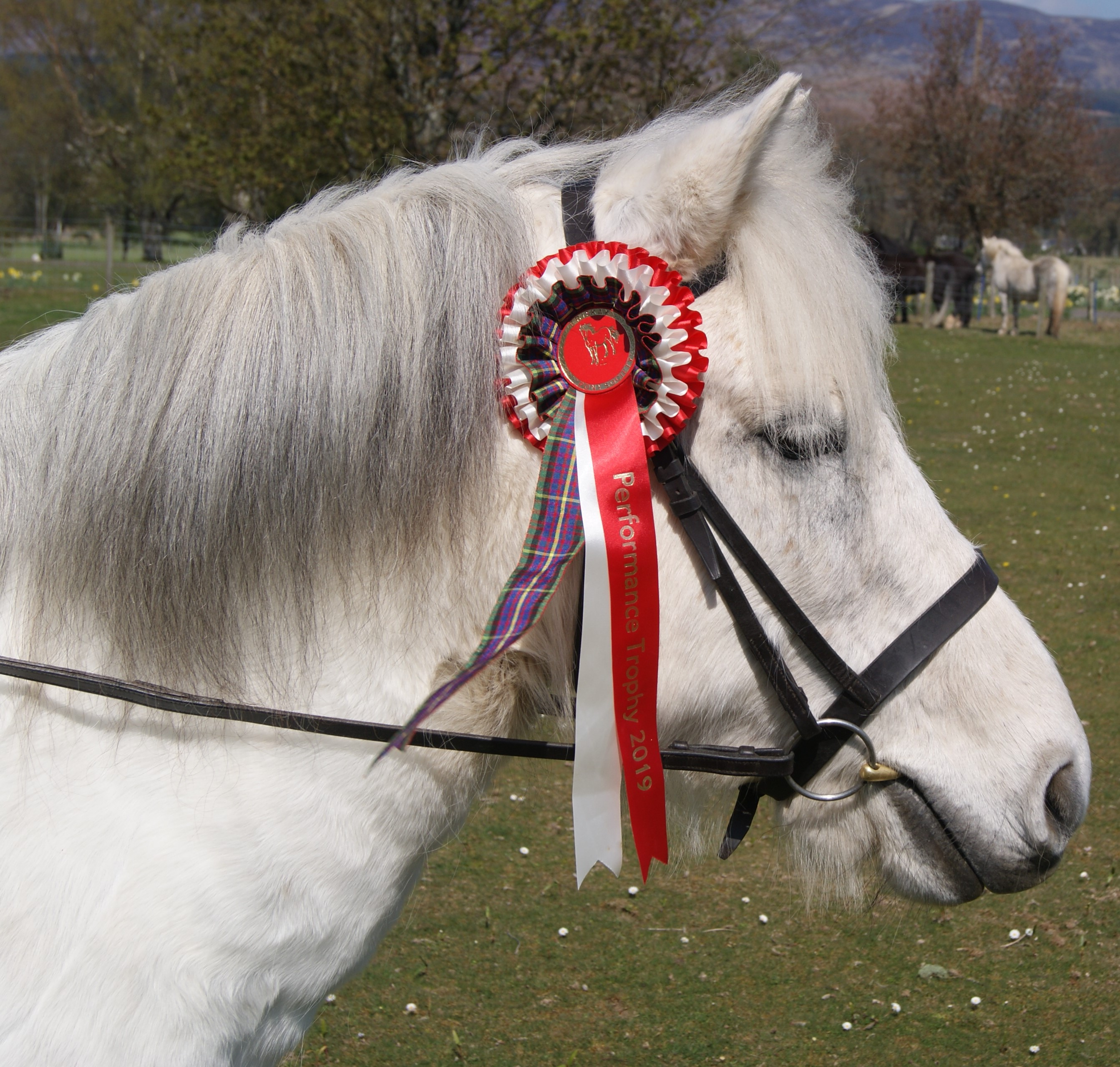
Kopfstudie

Das Fundament ist fein, mit nur geringfügig ausgeprägten Kötenbehang und die zumeist bodeneng gestellten Vorderbeinen, der Kötenbehang ist nur leicht ausgeprägt. Die kleinen und schmalen Hufe weisen hohe Trachten auf.
Eriskay-Ponys werden zumeist als Rappe oder Brauner, seltener als Stichelhaariger geboren und schimmeln im Laufe ihres Lebens aus. Einige Individuen behalten ihre braune respektive schwarze Färbung auch im Erwachsenenalter, andere Fellfarben treten aber nicht auf. Auffallend ist, dass bei vielen Fohlen und nicht ausgeschimmelten Adult-Tieren Aufhellungen an Maul (Mehlmaul) und Bauch auftreten, ähnlich wie beim Exmoor-Pony. Gelegentlich tritt eine Zebrierung an den Unterarmen auf.
Die Widerristhöhe des Eriskay-Pony beträgt 122 bis zu 137 Zentimeter.

### Anpassungen an die klimatischen Bedingungen
Um dem windigen, nassen Wetter auf den Hebriden zu trotzen, hat sich die Pferderasse entsprechend angepasst, so besitzt sie ein dichtes, wasserabweisendes, aber nicht übermäßig langes Fell, einen leichten Kötenbehang und einen niedrig angesetzten Schweif, zudem wird die Atemluft zuerst in den reichlich voluminösen Nasennebenhöhlen (Sinus) erwärmt, bevor sie die Lunge erreicht.

## Mechanik
Die Bewegungen des Eriskay-Ponys sind flach und unaufwändig; keinesfalls hoch und rund. Der mangelnde Raumgriff ist zu bemängeln, positiv fallen die hohe Trittsicherheit und das Galoppiervermögen auf.

## Interieur
Das Eriskay-Pony besitzt ein ruhiges Temperament und ein freundliches Wesen.

## Verwendung

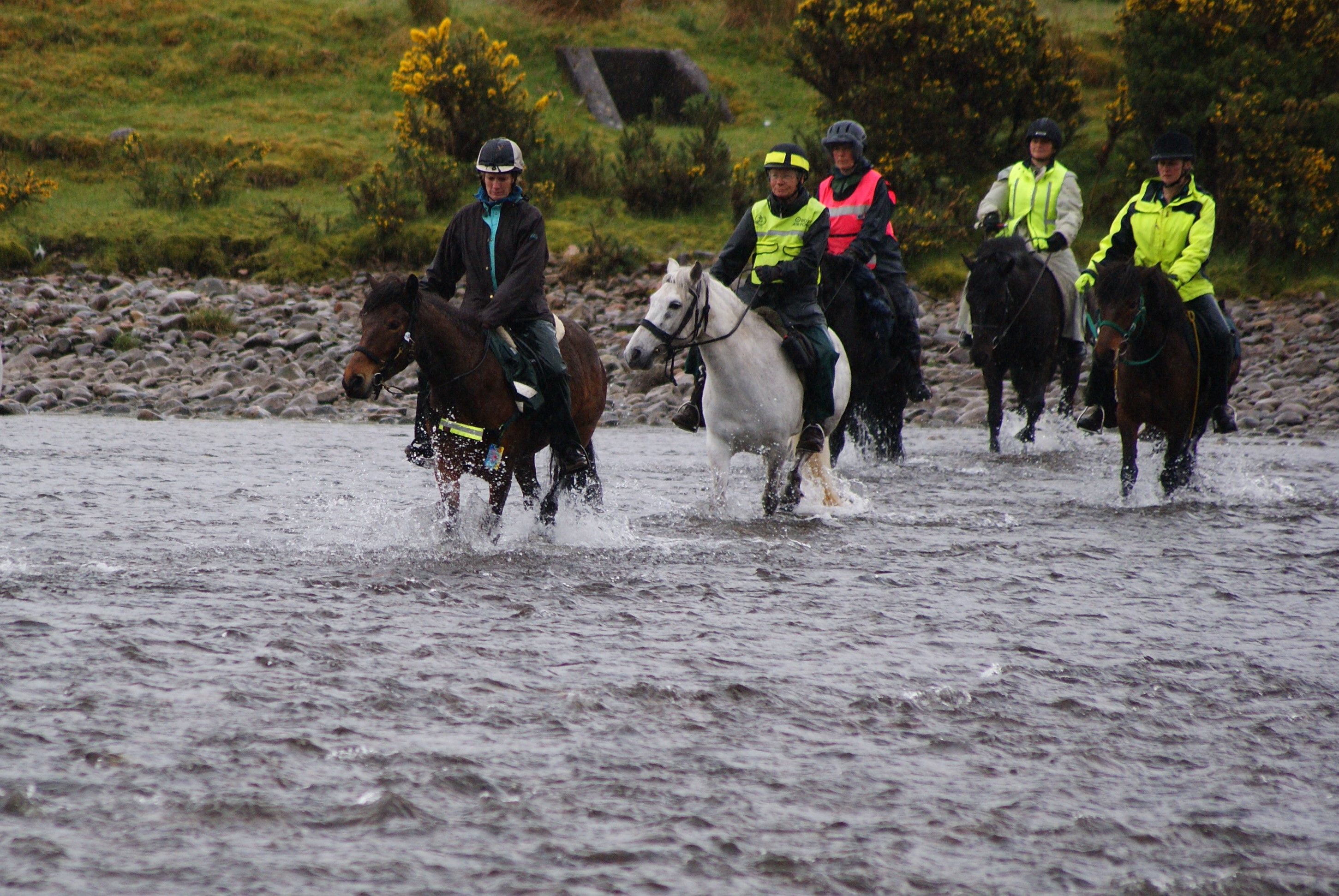
Eriskay-Ponys bei einem Ausritt

Eriskay-Ponys eignen sich vorrangig als Familienpferde, sie werden zum Reiten in allen Sparten für Kinder und leichte Erwachsene verwendet und zum Fahren, aber auch als Therapiepferde für Kinder eingesetzt.

## Geschichte

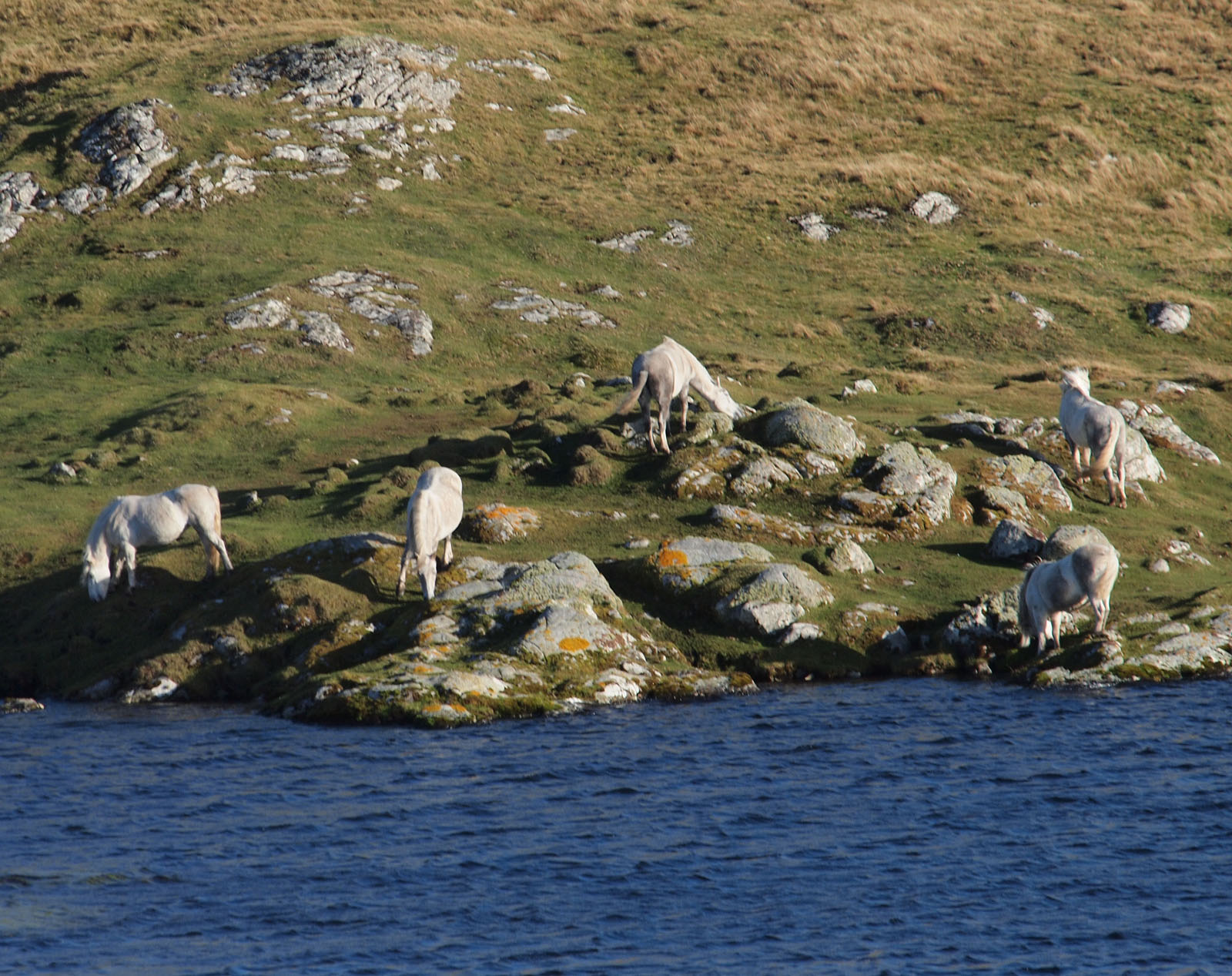
Eriskay-Ponys auf der gleichnamigen Insel bei Loch Cracabhaig

Das Eriskay-Pony ist die einzige überlebende Variation des Hebriden-Ponys. Es stammt von keltischen und nordischen Ponys ab. Bemerkenswert ist die Reinheit der Population; die Ponyrasse ist von anderen isoliert worden, es wurden keine Hengste anderer Pferderassen eingekreuzt. Verschiedene DNA-Testungen ergaben, dass es sich um eine der ältesten und die am weitesten genetisch verschiedene Rasse der britischen Berg- und Moorponys („Mountain and Mooorland Ponies“) handelt. Über eine mögliche Verwandtschaft mit dem Highland-Pony wurde viel spekuliert, unter anderem, ob das Highland-Pony vom Eriskay-Pony abstammt oder umgekehrt, entsprechende DNA-Untersuchungen ergaben jedoch trotzt geografischer Nähe überraschend erhebliche Unterschiede bezüglich der Genetik.
Bis zur Mitte des 19. Jahrhunderts wurden die sogenannten Western-Isle-Ponys in größerer Anzahl als Bauernpferde für verschiedenste Aufgaben, wie den Transport von Torf und Seegras, landwirtschaftliche Tätigkeiten und das Ziehen von Kutschen verwendet. Ponys mit einem schlechten Charakter wurden herausselektiert, nur willige, harte Exemplare wurden zur Zucht behalten. Zusätzlich zur „menschlichen“ Auslese für die Zucht, traf die Population auch die natürliche Selektion; das Futter war mager, die klimatischen Bedingungen rau, windig und nass.
Zunehmende Mobilität und ein stärkerer Druck in der Landwirtschaft führte dazu, dass größere Pferde in Mode kamen, weswegen Fjordpferde, Araber, Clydesdales und Pferde weiterer Rassen zur Erhöhung von Größe und Kraft des einheimischen Pferdebestands eingeführt wurden. Aufgrund der schwierigen Erreichbarkeit der Insel Eriskay unterlag die dortige Pferdepopulation keinerlei solcher Fremdbluteinflüsse, der Bestand nahm jedoch durch die zunehmende Motorisierung im Landwirtschafts- und Verkehrssektor bis auf circa 20 Exemplare in den frühen 1970er-Jahren ab. Auch auf der Inselgruppe Uist überlebten die Pferde des Western-Isle-Pony-Typs, für die Pferderasse etablierte sich aber die Bezeichnung Eriskay-Pony.
Eine engagierte Gruppe bestehend aus Bauern, einem Arzt, einem Veterinär und einem Zoologen entschied, den gefährlich dezimierten Bestand zu retten. Durch die Etablierung von Zuchtgruppen auf den Britischen Inseln und maßvolles Einkreuzen von Hengsten anderer Rassen (z. B. Highland-Ponys) gelang es, den Bestand um das Jahr 2000 auf weltweit rund dreihundert Ponys und zwölf reinrassige Zuchthengste zu erhöhen, obgleich die Pferderasse weiterhin stark gefährdet ist. Mittlerweile beläuft sich der Bestand auf rund 420 Individuen. Sie werden von der Rare Breed Survival Trust (RBST) als „critically endangered“ (stark gefährdet) eingestuft und als Priority Breed (Vorrangige Rasse) geführt.

## Zucht
Das Stutbuch wird von der „Eriskay Pony Society“ mit Sitz in Lochboisdale auf South Uist geführt. Es ist seit 1986 für Hengste anderer Rassen geschlossen.

### Verbreitung
Das Eriskay-Pony ist auf den Hebriden, einer Inselgruppe vor der Nordwest-Küste Schottlands verbreitet. Die Population ist sehr gering.